# Contea di Mifflin
La contea di Mifflin (in inglese Mifflin County) è una contea dello Stato della Pennsylvania, negli Stati Uniti. La popolazione al censimento del 2000 era di 46 486 abitanti. Il capoluogo di contea è Lewistown.

## Geografia
La contea si triva nel centro dello Stato. Si tratta di un territorio montuoso. La contea è drenata dal fiume Juniata e dai torrenti Kishacoquillas e Jacks.

### Contee confinanti
- Contea di Centre - nord
- Contea di Union - nord-est
- Contea di Snyder - nord-est
- Contea di Juniata - sud-est
- Contea di Huntingdon - sud/ovest

## Storia
La contea fu istituita nel 1789 e prese il nome da Thomas Mifflin, primo governatore della Pennsylvania.

## Centri abitati[4]

### Borough
- Burnham
- Juniata Terrace
- Kistler
- Lewistown (capoluogo)
- McVeytown
- Newton Hamilton

### Township
- Armagh
- Bratton
- Brown
- Decatur
- Derry
- Granville
- Menno
- Oliver
- Union
- Wayne

### CDP
- Alfarata
- Allensville
- Atkinson Mills
- Barrville
- Belleville
- Cedar Crest
- Church Hill
- Granville
- Highland Park
- Longfellow
- Lumber City
- Maitland
- Mattawana
- Milroy
- Potlicker Flats
- Reedsville
- Siglerville
- Strodes Mills
- Wagner
- Yeagertown